# 허이두뵈쇠르메니구

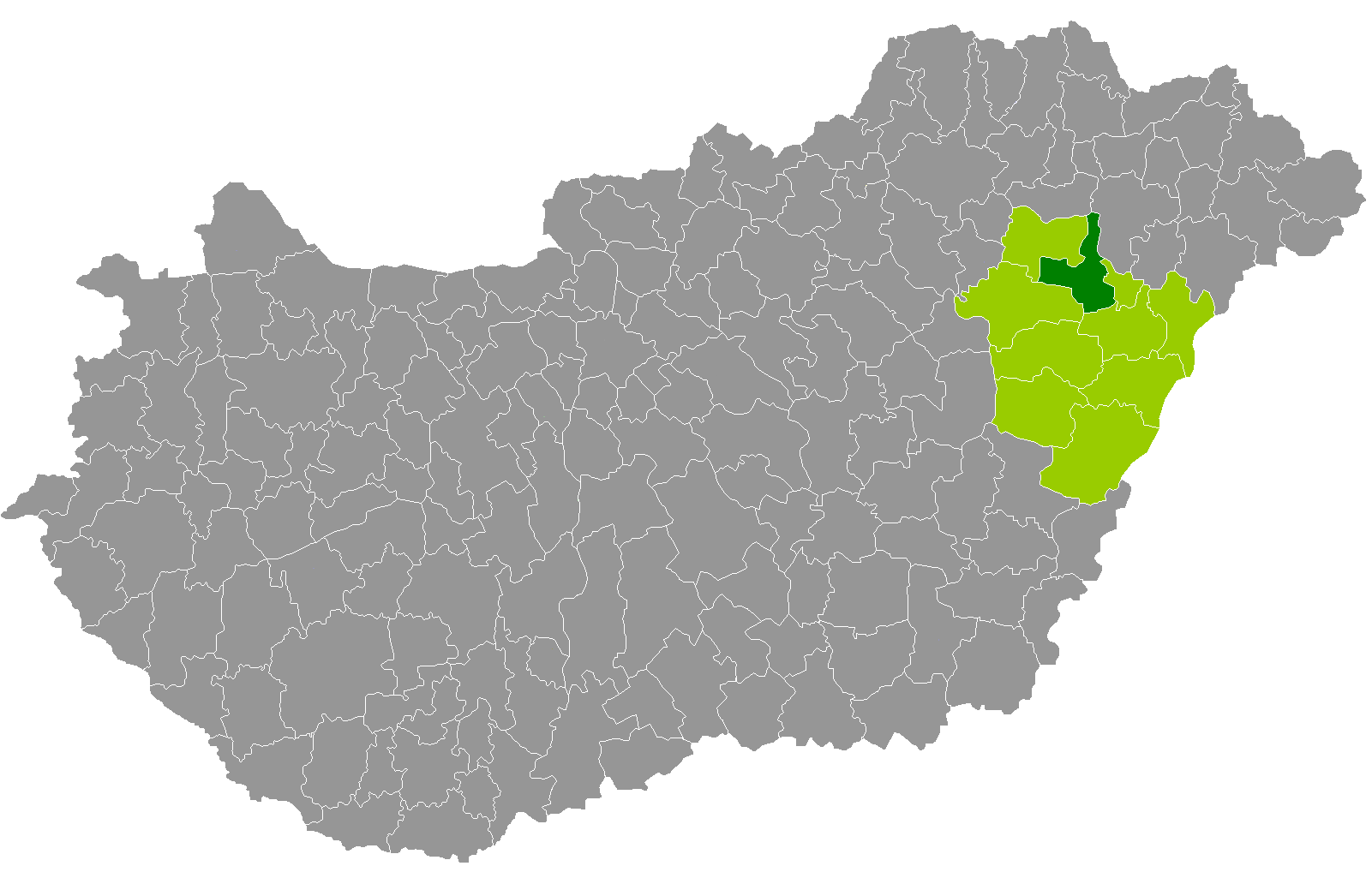
허이두비허르주 지도에 표시된 허이두뵈쇠르메니구의 위치

허이두뵈쇠르메니구(헝가리어: Hajdúböszörményi járás)는 헝가리 허이두비허르주에 위치한 구로 구청 소재지는 허이두뵈쇠르메니이며 면적은 471.43km2, 인구는 40,568명(2011년 기준), 인구 밀도는 86명/km2이다.
북쪽으로는 서볼치서트마르베레그주 티서버슈바리구, 니레지하저구, 동쪽으로는 허이두허드하즈구, 남쪽으로는 데브레첸구, 서쪽으로는 벌머주이바로시구, 허이두나나시구와 접한다. 2개 지방 자치체(2개 시)를 관할한다.

구 문장